# Niklaus Henzi
Niklaus Henzi (* 24. August 1571 in Bern; † 1635 ebenda) war ein Schweizer evangelischer Geistlicher.

## Leben
Niklaus Henzi war der Sohn des gleichnamigen Niklaus Henzi (* 20. September 1541 in Bern). Ein Nachfahre seines Onkels Kornelius Henzi (1543–1620), war der später hingerichtete Samuel Henzi, der an der sogenannten Henzi-Verschwörung beteiligt war.
Er immatrikulierte sich 1589 an der Hohen Schule in Bern und studierte Theologie.
Im Juli 1596 wurde er Lehrer in Aarau und 1598 Griechischlehrer in an der Hohen Schule in Bern; im Nebenamt war er ab 1611 Prediger in Bremgarten bei Bern und ab 1619 an der Heiliggeistkirche in Bern.

### Schriftstellerisches Wirken
Er verfasste 1612 die lateinische Schrift Oratio sospitalis, in der er die Pest als Strafe Gottes für den Ungehorsam darstellte und für seine Verschonung von der Seuche dankte. 1620 bezeichnete er in der Schrift Ein kurtzer einfaltiger Bericht von dem Allmusen, die Fürsorge als vornehmste Aufgabe des Christen.
1622 gab er einen lateinischen Katechismus mit den originalen Fragen und Antworten des Heidelberger Katechismus für Studenten und Geistliche heraus, den er durch seine kurzen Kommentare und biblischen Belegstellen ergänzte.
In der Burgerbibliothek Bern befinden sich heute einige seiner Predigtnotizen von 1606–1607 sowie weitere Handschriften, die er besass.

## Schriften (Auswahl)
- Andreas Seelmatter; Niklaus Henzi: Elegiae duae ad Johannem Huldericum Herlinum Bern. Helvetium, B. literarum et studiorum humanitatis gratiā ad inclytas Germaniae Academiae, tertium proficiscentem. Bern 1592.
- Oratio sospitalis: in qua quaestio, utrum pestis temporis mertem oppetere, vel vita diuturniore frui utilius fuisset, tractatur. Impressa Bernae apud Iohannem Le Preux 1612.
- Ein kurtzer einfaltiger Bericht, von dem Allmusen: in welchem die fürnembsten und nothwendigesten Stück, so in disem Gott angenemmen, und uns Christen wol anstendigem Werck zu observieren sind, kurtz- unnd ordenlich tractirt und fürbildet werden. Getruckt zu Bern bey Abraham Werli 1620.
- Niklaus Henzi; Adolf Fluri; Jakob Stuber (Offizin, Bern): Catecheseos religionis Christianae, quae non tantum in palatinatus electoralis, sed pene omnibus aliis ecclesiis, ac scholis reformatis in usu est, analysis logica : sic conformata, ut testimonia Script. S. non aliquibus tantùm, quemadmodum in praecedentibus editionibus factum: sed omnibus & singulis analyseōs membris explicandis atque confirmandu allegata & applicata sint. Bernae Helvetior typis Iacobi Stuberi typographi 1622.
- Helvetische oder Schweitzer Chronick: Darinnen Gründliche/ wahrhaffte/ vnd eigentliche Beschreibung aller vornembsten Geschichten/ Kriegen/ Zügen vnd Schlachten/ Verbündtnussen/ RegimentsBestallungen/ vnd Religions-Enderungen/ Freyheiten/ Antiquiteten Sitten vnd Handlungen/ so sich in den Helvetischen vnd benachbarten Landen zugetragen vnd biß auff das Jahr 1627 sich verlauffen.